# KILLZONE 3
『KILLZONE 3』（キルゾーン 3）は、ゲリラゲームズが開発、ソニー・コンピュータエンタテインメント発売のPlayStation 3専用SFファーストパーソン・シューティングゲームである。

## 概要
2009年にPS3で発売されたKILLZONE 2の続編。シリーズとしては4作目となる。開発はオランダのゲリラゲームズ社。今作は3D立体視およびSimulView、PlayStation Move、HDRオーディオなど、昨今のゲームの流行に関連する技術やデバイスを積極的に対応している。
宇宙共和国「ヴェクタ」と、独裁国家「ヘルガーン」との惑星間の戦いを描く。プレイヤーは引き続き主人公トーマス・セブチェンコ軍曹を操り、一転して絶望的な状況下に追い込まれたISAの仲間達と共に戦い抜くこととなる。前作では見らなかったキャラクター、多様なシチュエーションのステージ、メカニックや兵器群などさまざまな新要素が盛り込まれた。
パッケージ版の他、PlayStation Storeからダウンロード可能な「KILLZONE 3 MULTIPLAYER トライアル版」（無料）に対し「KILLZONE 3 MULTIPLAYER ライセンス権」（￥1,500）を合わせることで、オンラインモードのみを購入して楽しむことも可能となっている。（トロフィーはオンライン専用となりパッケージ版とは別扱いとなる）

## ストーリー
前作『KILLZONE 2』でヘルガストの独裁者スカラー・ヴィサリを討った直後から物語は始まる。
ヘルガーン惑星に侵攻し、皇帝スカラー・ヴィサリを捕らえるという任務を果たせなかったISA侵攻軍はヘルガーン退却を試みるが、ヘルガスト海軍最高司令官オーロックの戦艦群に巡洋艦を駆逐されてしまう。
地球からの援軍も見込めなくなり、ISA司令部から下った命令は「敵軍への投降」だった。物資、人員、武器弾薬の補給も見込めないISA兵士達の進む先は･･･。

## 登場人物

### ISA（Interplanetary Strategic Alliance：惑星間戦略同盟）
トーマス・"セブ"・セブチェンコ（Tomas "Sev" Sevchenko）声：小西克幸
階級は軍曹。前作に引き続き本作品でも主人公。ISAヴェクタから派遣されたISA侵攻軍の生き残りの一人。アルファ部隊隊員。
寡黙で優秀な兵士で、司令部の決断に私情を挟むことはない。しかし、首都ピュロスでの敗北の結果、生存者救出作戦を放棄して撤退命令に従わざるをえなくなったことにより、ISAの理念への忠実な信仰は薄れつつある。
西暦2358年、ヘルガーン侵攻における主目的であったヴィサリ逮捕に失敗。ヘルガスト軍の反撃により首都ピュロスからの撤退を余儀なくされるが、退路を断たれ以降半年もの間ヘルガーンに潜伏。
半年後、戦友リコら他のISA生存者と合流し、数々の困難なミッションに挑んでいくこととなる。
リコ・ヴェラスケス（Rico Velasquez）声：三宅健太
階級は軍曹。前作に引き続き本作品でも主人公のパートナー。ISAヴェクタから派遣されたISA侵攻軍の生き残りの一人。
首都ピュロスにおいて、逮捕するはずのスカラー・ヴィサリを感情に流されて殺害してしまう。また首都ピュロスからの退却中、味方の救援に向かいセブやネビル大尉たちと別れ、以降半年の間消息が途絶える。
潜伏期間中はレイダー隊の隊長としてゲリラ戦を展開していた模様。ヴィサリ殺害によって、いまの事態を引き起こしてしまったことに罪の意識を感じている。
ジェイソン・ネビル（Jason Neville）声：板東尚樹
階級は大尉。ISAヴェクタ出身であるが後UCA本軍所属となる。西暦2357年の時点でISAに所属し、ISA軍によるヘルガーン侵攻には戦車部隊の指揮官として従軍。
ヴィサリ逮捕失敗後、ヘルガスト軍の反撃に際し首都ピュロスからの脱出を試みるが退却船を失い、地上に取り残されてしまう。
本作では先の侵攻作戦の最中、旗艦ニューサン号と共に司令官テンペラー大佐を失いISA侵攻軍の生き残りのリーダーとなっている。
リコの命令違反には激しく叱咤する一方で、ヘルガーン潜伏中には士気が低下し絶望しつつある部下を励ますなど人間味のある人物。
ヴェクタの降伏に伴い、ISA司令部から下された投降命令に従おうとする。キャンペーン序盤でネヴィルが救援を求めて連絡をとっていたのはUCAとである。
おそらく西暦2357年から続く第二次外太陽系戦争によってISAヴェクタは相当に疲弊している。ISAは残存戦力を結集し尚且つ不足していた艦艇をUCAから借り受けて今次のヘルガーン侵攻作戦に臨んでいた。
その為、首都ピュロスでの核攻撃でその多くが失われたことで事実上、ISAヴェクタに戦力は残されていない。
この状況下で、かつてUCA本軍に勤務していた経験のあるネヴィルは最後の頼みとしてUCAに連絡をとっていたのではないかと思われる。
ネヴィルがUCAを頼る他の要因として、ヴェクタ以外のISAの救援も第一作目の終盤でSDプラットフォームによる攻撃を受けて多数失われていることも関係しているのかもしれない。
ジャマー(Jammar)声：佐藤ゆうこ
本作初登場。階級は不明。首都ピュロスからの退却時に、敵軍に包囲される。救援要請をききつけたリコに救出されて以降は彼と行動を共にしていた模様。

### ヘルガスト軍
スカラー・ヴィサリ（Scolar Visari）声：内海賢二
ヘルガストの皇帝。ISAの侵攻部隊に首都ピュロスを包囲され、首都ごと核攻撃の犠牲にした。激情に駆られたリコにより射殺されている。
第一次ヘルガーン紛争敗北後における、ヘルガーン軍再組織化の責任者でもある。
オーロック（Orlock）声：藤本譲ヘルガスト海軍の最高司令官。ヘルガーンに残っているISA反撃調整の任務を負っている。威圧的で残忍、狡猾で粘り強い。
皇帝ヴィサリを支持するヘルガスト純粋主義者で、ISAから惑星ヴェクタを取り戻すことを悲願としている。
ヴィサリの実質的な後継者としてヘルガスト軍を統御しているが、評議会のすべてがそれに納得しているわけではない。
特にヘルガスト軍の再組織化に多大な貢献をし、現在も軍に武器兵器を提供しているスタールアームズ社のスタール代表は評議会のメンバーとして公然とオーロックを非難している。
ヨハン・スタール（Jorhan Stahl）声：佐藤正治ヘルガーン最大の武器研究/製造企業スタールアームズ社のCEO。銀河系全惑星への武器供給を自社が担うという未来図を描き、その目的のためには手段を選ばない。
ヘルガスト軍の主導権を握ろうと画策している。父の代から続く軍需企業としてヘルガスト再軍備化に貢献してきた。そのため一企業でありながら絶大な影響力を有している。
ヘルガスト正規軍とは別に私設部隊を保有し、自社製の高性能武器や兵器を運用している。ストックホルム条約に反して非人道的な捕虜を用いた人体実験を行っている。

## オンラインモード
本作のオンライン対戦（以下マルチプレイ）は、最大24人〜16人による対戦を行う。今作もカスタムサウンドトラック（PS3本体に取り込んだ楽曲を再生）機能がパッチにより対応した。
基本的なシステムは対戦に参加することで得られたポイントを貯めていきレベルアップ（昇進）していく。レベルアップすると獲得できる『アンロック・ポイント』により、各クラス（兵科）に設定された『メイン／サブウェポン』もしくは『アビリティ』をアンロックしていくシンプルな仕様となっている。
またPlayStation StoreからDLCとして追加マップが配信されており、以下の3種類が販売中である。単体版は各500円。DLC3種がセットになった同梱版は1000円。
- 「復活の地（Retro MAP）」
- 「鉄の雨（Steel Rain）」
- 「荒廃からの復活（From The Ashes）」

尚、ライセンス権の購入・適用によりマルチプレイモードのみで楽しめる『KILLZONE 3 MULTIPLAYER』ではDLC3種類が予め適用されており、別途購入する必要はない。
なお、オンラインは2018年3月を持って終了している

## マップ
デフォルトマップ
- コリントハイウェイ
- ピュロスクレーター
- ビルガースク通り
- タービンコンコースSE-6
- 凍てついたダム
- アクミールの吹雪
- モウラーの墓場
- カズナンジャングル

追加マップ
- 復活の地
  - サラムン市場
  - ブラッドクラチド

- 鉄の雨
  - スタール・アームズ社
  - ジャンクヤード

- 荒廃からの復活
  - レンテミサイル基地
  - モバイルファクトリー
  - ラデックのアカデミー
  - サルシスの物資集積場

## ルール
マルチプレイにおける基本ルールは前作を踏襲した『ウォーゾーン』の他、２つの新モードが追加された。
- ウォーゾーン-Warzone 上限24人

前作同様、1度の試合において目的が異なる5つのミッションがシームレスに移行する。多くのミッションを達成したチームが勝利となる。相手チームが3点以上を取られなければ最後の最後まで勝敗は予想できない。
暗殺戦 “ASSASSINATION”
1人のプレーヤーがランダムにターゲットとして指定される。制限時間まで味方チームは彼を守り抜く。(攻守1回ずつ)
殲滅戦 “BODYCOUNT”
シンプルなチームデスマッチ
制圧防衛戦 “CAPTURE & HOLD”
一定時間指定されたポイント付近にとどまることで拠点を奪える。奪った拠点数、制圧時間を競う。
掃討戦 “SEARCH & DESTROY”
攻撃チーム側に爆弾設置ポイントが提示される。爆弾設置後、一定時間解除されなければ爆破完了。防御チームはそれを防ぐ。（攻守1回ずつ）
捜索回収戦 “SEARCH & RETRIEVE”
マップ上に現れるスピーカーを奪い合い、自軍に持ち帰る。
以上の5種類が用意され、ターゲットになるゲーム順番はランダムに発生。ミッションごとの総合勝利数で最終的な勝敗が決まる。
- ゲリラウォーフィア-Guerrilla Warfear- 上限16人

小規模のマップによるチーム・デスマッチ(殲滅戦)。制限時間内に相手プレーヤーをより多く倒したチームが勝利となる。
- オペレーション-Operation- 上限16人

ISA軍は一連のミッションを攻略すること、ヘルガスト軍はそれを阻止することが目的。 効果的な演出に重点においたルールモードであり、同MAPにおいてISAとヘルガスト軍それぞれで異なるカットシーンがリアルタイムで描画される。 ベストプレイヤー(大体各チームで3人、計6人)にはその功績として、カットシーンに登場することができる。

## クラス（兵科）
マルチプレイでは様々なクラス（兵科）を選択できる。クラスは5つ存在し、これらすべて初期状態から使用可能となっている。代わりにすべてのクラスに適用可能な『共通スキル』の他、各種クラスには『メイン／サブウェポン』と呼ばれる専用武器と『アビリティ』と呼ばれる特殊能力の項目が各2つずつ用意、そして3段階のLvが設定されており、特定の階級までレベルアップ（昇進）したりレベルアップで取得した『アンロック・ポイント』を用いて解除していく必要がある。
全クラス共通
- スキル

アーマー（体力25%増加）
サイレントフット（敵に足音が聞こえない）
予備の弾薬（メインおよびサブウェポンに予備の弾薬を追加）
メインウェポンの追加（サブウェポンにメインウェポンを装備）
- 爆薬

M194グレネード
C4爆薬
工兵 ENGINEER
メインウェポン：M224-A1 ライトマシンガン｜M77-1A サブマシンガン｜StA-3 ライトマシンガン
サブウェポン：StA18 ピストル｜VC8 ショットガンピストル｜StA-2 バトルピストル
アビリティ1／アビリティ2：修理ツール／機関砲
主に弾薬庫の修理や設置型防衛ボットの配置が可能。
アビリティ『修理ツール』はレベルを上げると修理時の速度向上や敵の設置型防衛ボットをハッキングできる。
偵察兵 MARKSMAN
メインウェポン：StA-14 ライフル｜StA-52 アサルトライフル｜V32 スナイパーライフル
サブウェポン：StA-18 ピストル｜VC8 ショットガンピストル｜M66 マシンピストル
アビリティ1／アビリティ2：クローク スーツ／スクランブル
主に自身を透明化させる光学迷彩が使用が可能。
アビリティ『スクランブル』はレベルを上げると相手プレイヤーのレーダーをジャミングできる。
戦術兵 TACTICIAN
メインウェポン：StA-11 SE サブマシンガン｜LS13 ショットガン｜M82 アサルトライフル
サブウェポン：StA-18 ピストル｜M4 リボルバー｜VC9 ロケットランチャー
アビリティ1／アビリティ2：戦術／標的指示
主に光ビーコンによる飛行型防衛ボットによる支援要請の他、マップ上に存在する中立リスポーン地点の制圧が可能。
敵プレイヤーをマーキングしレーダー上に映し出す標的指示は今作から戦術兵に統合された。自動的に一定の間隔でサーチを行う。
アビリティ『戦術』はレベルを上げると飛行型防衛ボットの能力（巡回・回避運動・攻撃力）を向上できる。
撹乱兵 INFILTRATOR
メインウェポン：LS13 ショットガン｜StA-11 サブマシンガン｜StA-52 SE アサルトライフル
サブウェポン：StA-18 ピストル｜StA-2 バトルピストル｜VC9 ロケットランチャー
アビリティ1／アビリティ2：変装／サバイバル
主に敵プレイヤーに成り済ます『変装』が可能。
アビリティ『サバイバル』はレベルを上げるとダッシュ可能時間の制約が無くなり、掃討戦時の爆弾の設置／解除を素早く行うことができる。
衛生兵 FIELD MEDIC
メインウェポン：LS57 サブマシンガン｜M224-A1 ライトマシンガン｜M82 SE アサルトライフル
サブウェポン：StA-18 ピストル｜M4 リボルバー｜M66 マシンピストル
アビリティ1／アビリティ2：蘇生／緊急治療
主に瀕死状態の味方プレイヤーの蘇生が可能。
アビリティ『蘇生』はレベルを上げると瀕死状態の味方プレイヤーの弾薬や体力ケージをMAX状態にして蘇生させることができる。
アビリティ『緊急治療』はレベルを上げるとプレイヤーを守備するメディカル・ボットの同伴させたり、自らの瀕死時には自身で蘇生させることができる。

## リボン
対戦中特定の条件を達成することでリアルタイムで能力向上スキルを得ることができる。これらの効果は参加したゲーム限りではあるが、上限はなく複数のリボンを同時に取得可能。
- 弾丸ダメージ

1ゲーム中に5アシスト
弾丸ダメージを25%増。
- 高速照準

Zoom（ADS）で5キル
ズームした際、50%早くサイトを覗くようになる。
- 命中

近接攻撃で5キル
全武器の命中率25%増。
- 高速リロード

Zoom（ADS）を使わずに10キル
リロード速度が2倍になる。一部の武器はリロードのアクションが変わる。
- ダブルキルXP

任務の目的を完遂
リボン獲得から60秒間キル時に2倍のXPを入手できる。